# Cvi Zimmerman
Cvi Zimmerman (hebrejsky: צבי צימרמן, plným jménem צבי הנריק צימרמן, Cvi Henryk Zimmerman, žil 2. ledna 1913 – 10. června 2006) byl izraelský politik a poslanec Knesetu za strany Všeobecní sionisté, Liberální strana a Gachal.

## Biografie
Narodil se ve městě Skala-Podilska v tehdejším Rakousku-Uhersku (pak Polsko, dnes Ukrajina). Navštěvoval střední školu v Polsku a studoval právo na Krakovské univerzitě. Během druhé světové války se zapojil do odboje. V roce 1944 přesídlil do dnešního Izraele.

## Politická dráha
Už v mládí se v roce 1928 zapojil do činnosti mládežnické organizace napojené na hnutí Všeobecných sionistů. Předsedal studentskému židovskému svazu Kedima v Krakově a byl místopředsedou celostátní organizace tohoto svazu. Byl místopředsedou svazu sionistických vysokoškoláků v Polsku. Po válce byl předsedou výboru uprchlíků v Budapešti a Bukurešti. V letech 1969–1982 byl předsedou národní rady hnutí Všeobecných sionistů. V letech 1951–1959 zasedal v samosprávě města Haifa.
V izraelském parlamentu zasedl poprvé po volbách v roce 1959, do nichž šel za Všeobecné sionisty. V průběhu volebního období ovšem přešel do Liberální strany. Stal se členem parlamentního výboru pro záležitosti vnitra, výboru práce a výboru House Committee. Za Liberální stranu byl zvolen ve volbách v roce 1961. V následujícím funkčním období ovšem přešel do širšího pravicového bloku Gachal. Byl členem výboru pro záležitosti vnitra, výboru práce, výboru pro ekonomické záležitosti a předsedou podvýboru pro sport. Za Gachal byl zvolen ve volbách v roce 1965. Stal se členem výboru pro ekonomické záležitosti, výboru pro záležitosti vnitra a výboru finančního. Opětovně byla zvolen na kandidátce Gachal ve volbách v roce 1969. Zastával post člena výboru překladatelského, výboru finančního a výboru House Committee. Kromě toho byl místopředsedou Knesetu. V letech 1983–1986 sloužil jako velvyslanec Izraele na Novém Zélandu.
V 90. letech 20. století se podílel na zveřejnění okolností pomoci, kterou během holokaustu poskytoval Židům polský politik Henryk Sławik, jenž tak díky tomu získal titul Spravedlivý mezi národy.